# Équipe d'Australie féminine de softball
L'équipe d'Australie féminine de softball est l'équipe nationale qui représente l'Australie dans les compétitions internationales féminines de softball. Elle est gérée par Softball Australia (en).

## Résultats en compétitions internationales

### Jeux olympiques

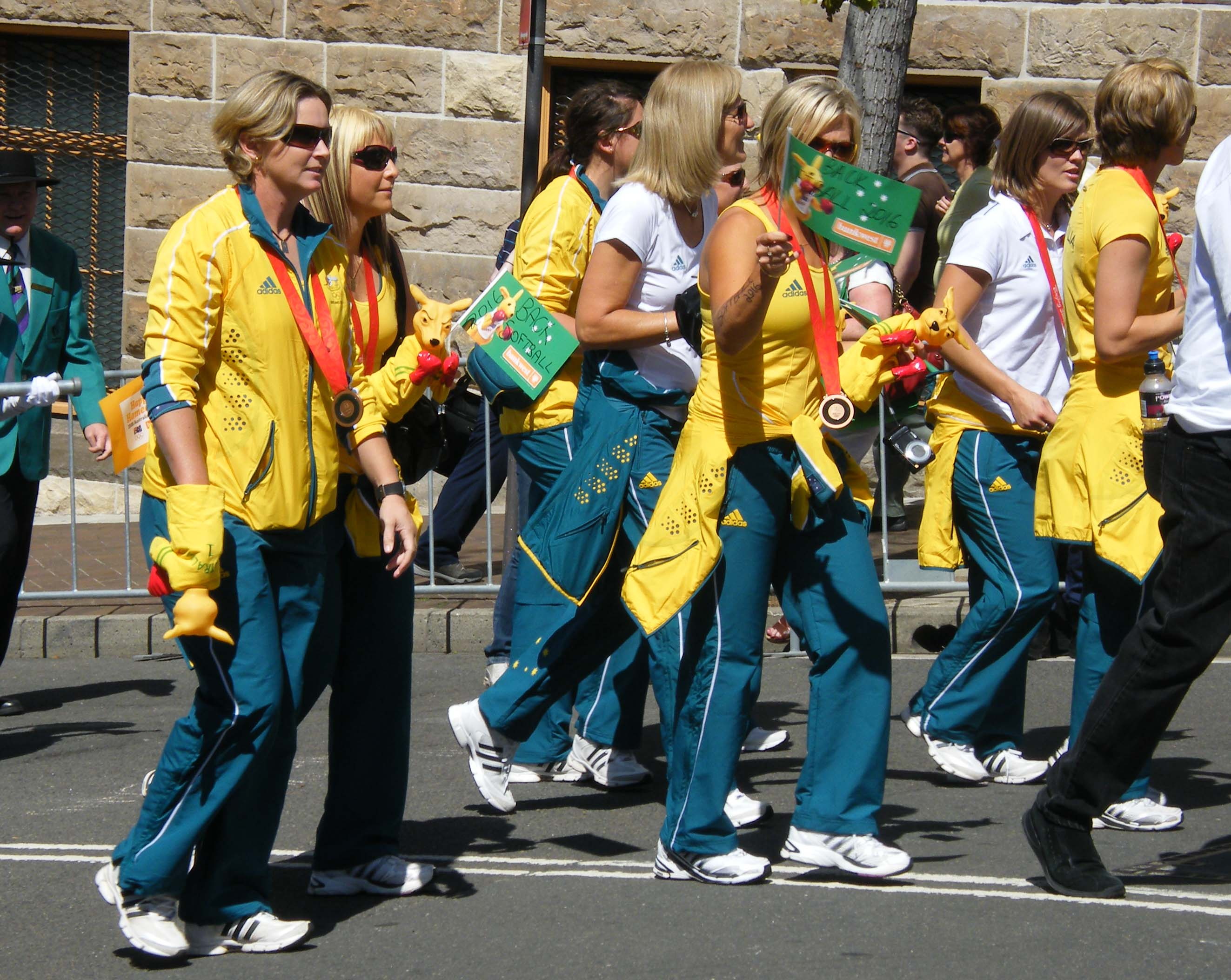
L'équipe d'Australie médaillée de bronze olympique en 2008, lors d'une parade à Sydney

- 1996 :  3e
- 2000 :  3e
- 2004 :  2e
- 2008 :  3e
- 2020 : En cours

### Championnat du monde

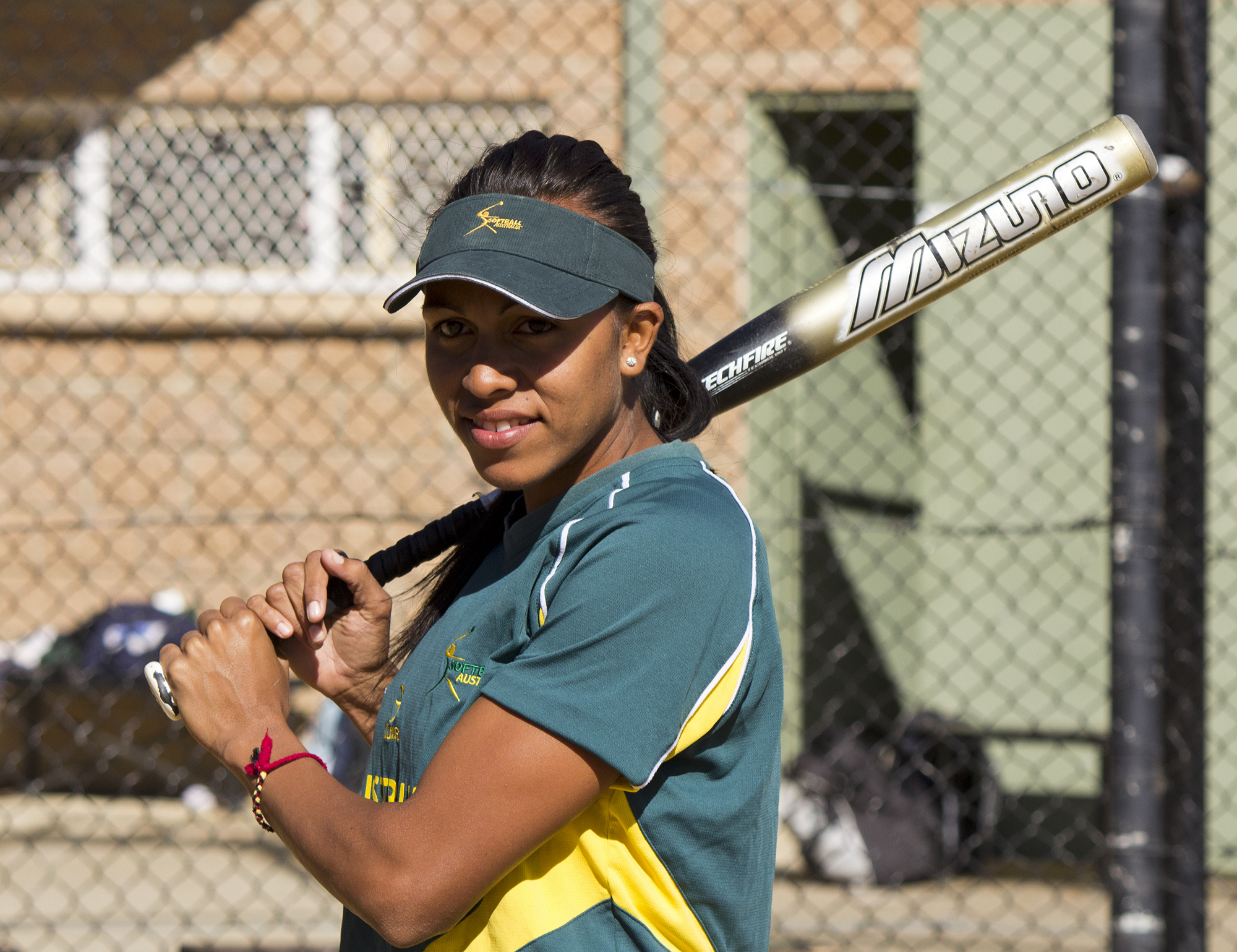
Vanessa Stockes, vice-championne du monde en 2012

- 1965 :  Vainqueur
- 1970 : 4e
- 1974 :  3e
- 1978 : 5e
- 1982 :  3e
- 1986 : 8e
- 1990 : 4e
- 1994 :  3e
- 1998 :  2e
- 2002 : 5e
- 2006 :  3e
- 2010 : 6e
- 2012 :  2e
- 2014 :  3e
- 2016 : 10e
- 2018 : 4e